# Problema dell'orizzonte

Quando si guarda la radiazione cosmica di fondo, questa proviene da una distanza di 46 miliardi di anni luce, anche se quando la luce fu emessa l'universo era molto più giovane (circa 300 000 anni). In quel tempo la luce avrebbe raggiunto la distanza rappresentata dai cerchi più piccoli. I due punti indicati nel diagramma non erano in grado di entrare in contatto poiché le loro sfere di causalità non si sovrappongono.

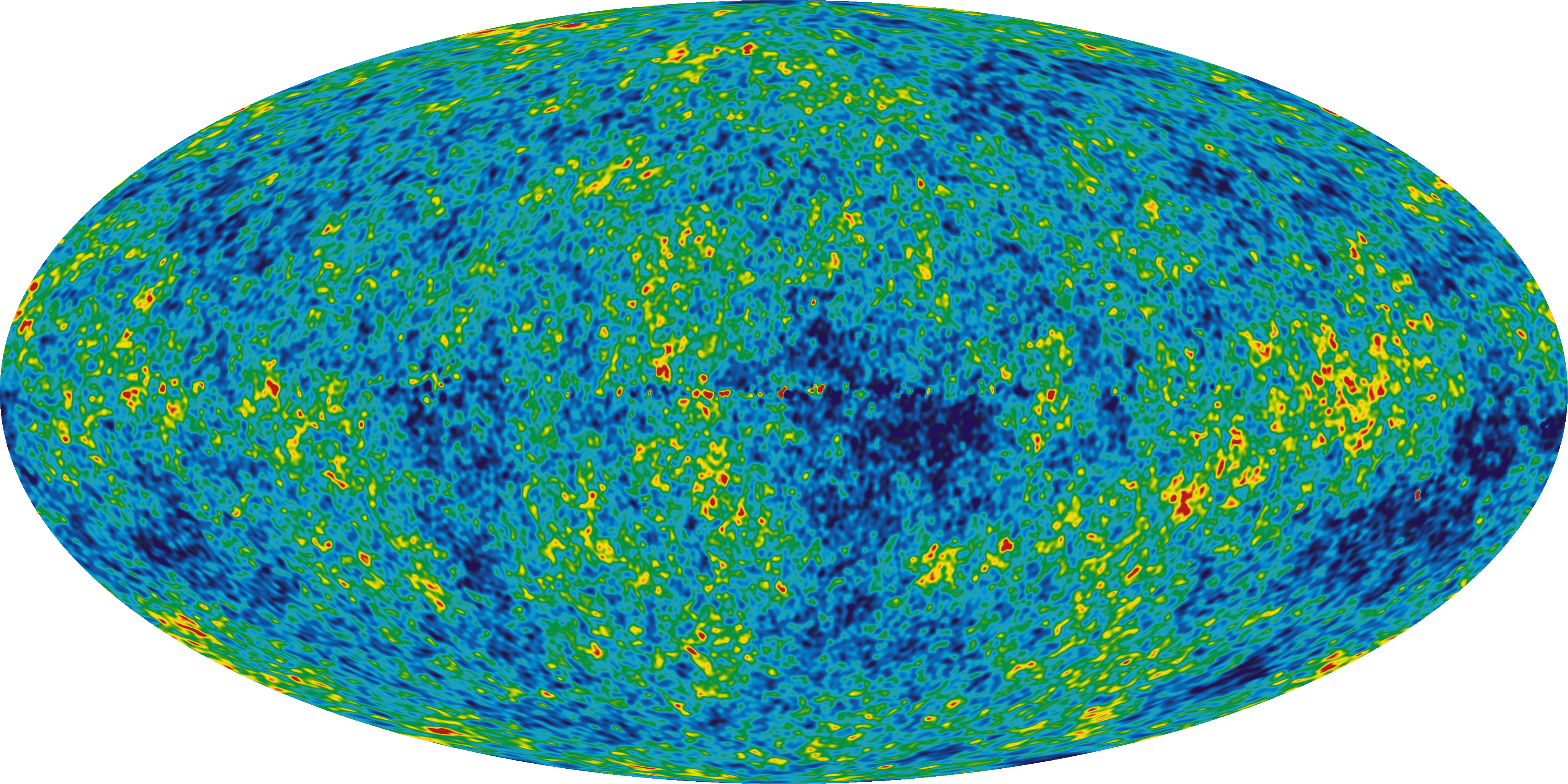
La mappa delle fluttuazioni della radiazione cosmica di fondo, originatasi 380 000 anni dopo il Big Bang, mostra una forte omogeneità.

Il problema dell'orizzonte è un'incongruenza del modello cosmologico standard del Big Bang identificata negli anni settanta.
Nasce dall'evidenza che regioni dell'universo che non dovrebbero essere mai entrate in contatto, a causa di una distanza tra esse superiore a quella che ha potuto percorrere la luce nel tempo stimato dall'evento iniziale del Big Bang, hanno la stessa temperatura e altre proprietà fisiche. Ciò dovrebbe essere impossibile, dato che la velocità della luce è la massima alla quale può avvenire qualunque scambio di informazione, riguardante l'energia, il calore o altri parametri fisici. Il problema dell'orizzonte può essere risolto tramite la teoria inflazionaria, che nasce principalmente a tale scopo.

## Concetti basilari
Quando si guarda il cielo di notte, le distanze tra noi e i vari oggetti ci consentono di vedere quegli oggetti com'erano nel passato. Una galassia distante 10 miliardi di anni luce appare ad un osservatore com'era 10 miliardi di anni fa, perché la luce ha impiegato quel determinato arco di tempo per raggiungerlo. Se si osserva una galassia distante dalla Terra 10 miliardi di anni luce in una determinata direzione, per esempio "ovest", e un'altra alla stessa distanza ma nella direzione opposta, ovvero "est",  la distanza totale tra le due galassie è di 20 miliardi di anni luce e, poiché l'universo esiste da circa 14 miliardi di anni, ciò significa che la luce della prima galassia non ha ancora raggiunto la seconda. In un senso più generale, ci sono parti dell'universo che sono visibili per un osservatore, ma non lo sono per un altro, al di fuori del rispettivo orizzonte di particella.
Nelle teorie fisiche standard, nessuna informazione può essere trasportata più velocemente della velocità della luce. Riprendendo l'esempio delle galassie, esse non possono aver scambiato nessun tipo di informazione, cioè non sono in rapporto causale tra loro. Ci si potrebbe aspettare quindi che le loro proprietà fisiche possano essere diverse e, più in generale, che l'universo nel suo complesso abbia proprietà diverse in regioni differenti. Al contrario di quanto previsto, l'universo è in realtà estremamente omogeneo. Per esempio, la radiazione cosmica di fondo, che permea tutto l'universo, ha all'incirca la stessa temperatura in ogni punto dello spazio, circa 2,725 K. Le differenze nella temperatura sono così piccole che solo recentemente è stato possibile sviluppare strumenti capaci di misurarle, come la sonda WMAP e la missione Planck Surveyor. Questa prova sperimentale pone un serio problema: se l'universo partì con piccole differenze di temperatura in regioni diverse, non vi è modo che essa si sia potuta livellare ad una temperatura uniforme a partire da questo istante di tempo. La meccanica quantistica richiede che queste differenze esistano a causa del principio di indeterminazione di Heisenberg, che sostanzialmente afferma che non vi è modo di conoscere precisamente quanto valgono tutte le proprietà di un oggetto osservato e non vi è modo che l'universo si sia formato "precisamente" con le stesse proprietà in ogni punto.
L'importanza di questo problema è abbastanza ampia. In base alla teoria del Big Bang, durante la sua espansione, la densità dell'universo è diminuita fino al momento in cui i fotoni e le particelle, non più ostacolati dagli scontri con la materia, si sono potuti disaccoppiare dal plasma, e diffondersi nell'universo come una fiammata di luce. Si ritiene che ciò avvenne circa 380 000 anni dopo il Big Bang, perciò il volume di ogni possibile scambio di informazione sarebbe avvenuto in una sfera di 380 000 anni luce di raggio. Questa ipotesi non si concilia con il fatto che l'Universo abbia all'incirca la stessa temperatura in un volume 1088 volte più grande.
Per dedurre il problema dell'orizzonte è necessario definire cos'è l'orizzonte, quindi bisogna introdurre il concetto di distanza propria. Si parte dalla Metrica di Friedmann - Lemaître - Robertson - Walker
{\displaystyle \mathrm {d} s^{2}=-c^{2}\,\mathrm {d} t^{2}+a^{2}(t)\left[\mathrm {d} r^{2}+S_{k}^{2}(r)\,\mathrm {d} {\Omega }^{2}\right]}
Dove {\displaystyle \mathrm {d} {\Omega }^{2}=\mathrm {d} {\theta }^{2}+\sin ^{2}\!\theta \,\mathrm {d} {\phi }^{2}} è l'elemento angolare, mentre {\displaystyle S_{k}^{2}(r)} è una coordinata definita come 
{\displaystyle S_{k}^{2}(r)={\begin{cases}R_{0}\sin \left({\dfrac {r}{R_{0}}}\right)&{\mbox{per }}\,k=+1\\r&{\mbox{per }}\,k=0\\\sinh \left({\dfrac {r}{R_{0}}}\right)&{\mbox{per }}\,k=-1\end{cases}}}
Poiché bisogna studiare delle geodetiche di tipo luce, si ha {\displaystyle \mathrm {d} s^{2}=0} e {\displaystyle \mathrm {d} {\Omega }^{2}=0}, quindi l'espressione per la metrica si riduce a {\displaystyle c\,\mathrm {d} t=a(t)\,\mathrm {d} r}. Separando le variabili e integrando 
{\displaystyle \int _{0}^{r}\mathrm {d} r=\int _{t_{e}}^{t}{\dfrac {c}{a(t)}}\,\mathrm {d} t}
dove {\displaystyle t_{e}} è il tempo di emissione di un fotone della Radiazione cosmica di fondo, si ottiene l'espressione per la distanza comovente
{\displaystyle r=c\int _{t_{e}}^{t}{\dfrac {\mathrm {d} t}{a(t)}}}
La distanza comovente è legata alla distanza propria tramite la relazione {\displaystyle r={\dfrac {d_{\mathrm {p} }(t)}{a(t)}}}, quindi {\displaystyle d_{\mathrm {p} }(t)} vale 
{\displaystyle d_{\mathrm {p} }(t)=a(t)c\int _{t_{e}}^{t}{\dfrac {\mathrm {d} t}{a(t)}}}
A questo punto è possibile definire la distanza dell'orizzonte {\displaystyle d_{\mathrm {Hor} }(t)} come la distanza propria misurata per un fotone partito al tempo {\displaystyle t_{0}} anziché al tempo {\displaystyle t_{e}}, ovvero al tempo del Big Bang
{\displaystyle d_{\mathrm {Hor} }(t)=a(t)c\int _{t_{0}}^{t}{\dfrac {\mathrm {d} t}{a(t)}}}
Tale distanza definisce l'orizzonte causalmente connesso. Ora è necessario valutare la distanza dell'orizzonte al tempo in cui i fotoni della Radiazione cosmica di fondo si sono disaccoppiati dalla materia, e quindi nell'epoca della materia, con il parametro di scala che vale {\displaystyle a(t)={\left({\dfrac {t}{t_{0}}}\right)}^{2/3}}. Poiché la distanza dell'orizzonte in epoca della materia è dato da
{\displaystyle d_{\mathrm {Hor} }(t)={\dfrac {2c}{H(t)}}}
Il suo valore al tempo dell'emissione dei fotoni della radiazione di fondo vale 
{\displaystyle d_{\mathrm {Hor} }(t_{\mathrm {RF} })={\dfrac {2c}{H(t_{\mathrm {RF} })}}}
La costante di Hubble è data dalla seguente relazione 
{\displaystyle {\dfrac {H^{2}}{H_{0}^{2}}}={\dfrac {\Omega _{m_{0}}}{R^{3}}}=\Omega _{m_{0}}{\left(1+z\right)}^{3}}
in cui compare il Redshift {\displaystyle z}. Da questa relazione, si ottiene la costante di Hubble valutata al tempo della radiazione di fondo 
{\displaystyle H(t_{\mathrm {RF} })=H_{0}\Omega _{m_{0}}^{1/2}{\left(1+z\right)}^{3/2}}
Sostituendo i rispettivi valori numerici per le costanti , si ottiene un valore per {\displaystyle H(t_{\mathrm {RF} })} di circa {\displaystyle 4,6\times 10^{-14}\;{\mathrm {s} }^{-1}}, che se sostituito nell'espressione per la distanza dell'orizzonte, da un valore di {\displaystyle d_{\mathrm {Hor} }(t_{\mathrm {RF} })} pari a circa 0,4 Mpc. È possibile esprimere tale distanza in termini di distanza angolare tramite la relazione 
{\displaystyle d_{A}={\dfrac {d_{\mathrm {Hor} }(t_{0})}{z_{\mathrm {RF} }}}\simeq 13\;\mathrm {Mpc} }
E dato che la distanza angolare è legata all'angolo {\displaystyle \vartheta } tramite {\displaystyle d_{A}={\dfrac {l}{\vartheta }}}, dove {\displaystyle l} equivale a {\displaystyle d_{\mathrm {Hor} }(t_{\mathrm {RF} })}, si trova un valore per l'angolo {\displaystyle \vartheta _{\mathrm {RF} }} pari a 
{\displaystyle \vartheta _{\mathrm {RF} }={\dfrac {d_{\mathrm {Hor} }(t_{\mathrm {RF} })}{d_{A_{\mathrm {RF} }}}}\simeq 0,03\;\mathrm {radianti} }
che equivale a circa 1,7°. Ciò significa che gli unici punti dell'Universo che possono essersi scambiati informazioni al tempo dell'emissione dei fotoni, erano racchiusi in un angolo di circa 1,7°, il che è in netta contraddizione con le osservazioni, le quali mostrano che la Radiazione cosmica di fondo presenta una temperatura estremamente uniforme in tutti i punti del cielo. Sembra quindi un puro caso il fatto che ogni punto dell'Universo sia in equilibrio termico quasi perfetto, anche in zone che al tempo dell'emissione dei fotoni erano causalmente indipendenti.

## Inflazione

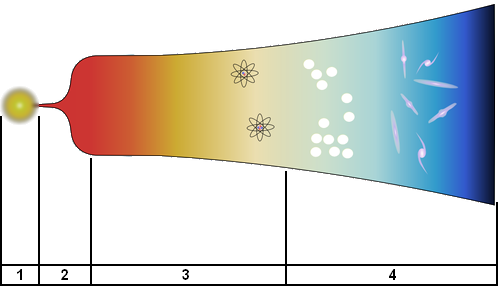
Schema essenziale dell'evoluzione dell'universo (tempi non in scala):
1 Big Bang
2 Inflazione cosmica
3 Nucleosintesi
4 Formazione delle galassie

La teoria inflazionaria fornisce una soluzione a questo problema (come a molti altri, ad esempio al problema dell'universo piatto o "paradosso della piattezza") ipotizzando un'espansione esponenziale, l’inflazione, nei primissimi istanti della storia dell'universo (per la precisione 10−35 secondi dopo il Big Bang) che avrebbe determinato un aumento dimensionale enorme: circa un miliardo di miliardi di miliardi di volte (fra 1025 e 1030).
Se l’ipotesi fosse corretta risolverebbe il problema dell'orizzonte dato che le proprietà fisiche si sarebbero livellate prima del periodo inflazionario, quando la porzione di universo che si sarebbe successivamente espansa fino a diventare oggi l’universo osservabile era sufficientemente piccola da essere in rapporto di causalità, cioè tale che la luce ha potuto percorrerla interamente rendendola sufficientemente omogenea e isotropa. L'inflazione avrebbe poi  "bloccato" queste proprietà in tutto lo spazio e l'universo avrebbe continuato a essere quasi perfettamente omogeneo e isotropo poiché l'eventuale informazione necessaria a modificare questa condizione non sarebbe  più stata in rapporto di causalità. Le regioni distanti del cosmo che appaiono ora non essere in rapporto causale lo sarebbero state quindi per un breve tempo nel passato.
Una conseguenza dell'inflazione cosmica è che le anisotropie nel Big Bang sono state ridotte ma non del tutto eliminate; tali differenze continuano a esistere nella temperatura della radiazione cosmica di fondo. La teoria prevede uno spettro per le anisotropie nella radiazione cosmica di fondo che è consistente con le osservazioni dei satelliti WMAP, COBE e Planck.